# Conservatoire supérieur de musique de Valence
Le conservatoire supérieur de musique de Valence (en espagnol : Conservatorio Superior de Música Joaquín Rodrigo) est un centre d'enseignement musical situé dans la ville de Valence en Espagne. Il enseigne les spécialités de composition, direction, interprétation (harpe, chant, clavecin, guitare, instruments de l'orchestre symphonique, musique ancienne, jazz, orgue et piano), musicologie, sonología (es) et pédagogie. Avec d'autres centres officiels de la Communauté valencienne, il est intégré à l'Instituto Superior de Enseñanzas Artísticas de la Generalidad Valenciana.

## Histoire
Le conservatoire est fondé en 1879, à l'initiative de la Sociedad Económica de Amigos del País de Valencia (es), qui auparavant, au milieu du XIXe siècle, avait déjà inauguré une école de chant sous la direction de Pascual Pérez Gascón, organiste de la Cathédrale métropolitaine Sainte-Marie,. Lors de son inauguration, il a été provisoirement installé dans le bâtiment connu sous le nom de Na Monforta, près de la Calle de las Barcas ; en 1882, il a déménagé dans un autre bâtiment, situé sur la Plaza de Santo Esteve ; en novembre 1976, coïncidant avec la célébration de son centenaire, il a ouvert un nouveau siège au sein du campus de l'Universidad Politécnica de Valencia, et en 2010, le siège actuel a été inauguré à la Calle Muñoz Suay. Au début, il était soutenu financièrement par la Députation provinciale et par l'Ayuntamiento (es), jusqu'en 1917, date à laquelle il est devenu dépendant de l'État. Dans les années 1950, le maestro Palau, qui le dirigeait alors, a obtenu pour le conservatoire la première chaire de direction d'orchestre créée en Espagne. Depuis 1968, il porte le titre de Supérieur, et enseigne exclusivement ce niveau depuis 1997, date de la création du Conservatorio Profesional, à la charge duquel les niveaux intermédiaires et élémentaires ont été laissés. Au milieu des années 1980, la section Déclamation, qui était rattachée au Conservatoire depuis le début du XXe siècle, et la section Danse, qui avait été créée dans les années 1970, sont devenues indépendantes en tant qu'École supérieure d'art dramatique et Conservatoire de Danse, respectivement, bien qu'elles aient continué à partager les mêmes installations. En 1991, le Conservatoire adopte le nom du compositeur Joaquín Rodrigo. Au cours des années suivantes, l'orchestre a été créé, composé exclusivement d'étudiants du centre et dirigé par Robert Forés, qui s'est produit au Palau de la Música de Valencia et dans d'autres auditoriums espagnols et a effectué des tournées de concerts dans plusieurs pays du monde. Il gère également un atelier d'opéra, en collaboration avec les départements de sculpture et d'audiovisuel de la faculté des beaux-arts de l'université polytechnique pour les décors, et avec le département de mode de l'école d'art et de design pour les costumes et la conception des programmes manuels.

## Directeurs
- José María Úbeda Montés (1879)
- Salvador Giner (es) (depuis 1879)[6]
- Josep Valls (jusqu'à sa mort en 1910)
- Ramon Martínez y Carrasco (depuis 1910)
- Josep Bellver (1924-1931)
- Francisco José León Tello
- Salvador Palau
- José Roca (1963-1966)
- Amando Blanquer (1971-1976)
- Salvador Seguí Pérez
- José Ferriz
- Vicente Ros
- José Vicente Cervera
- Eduardo Montesinos
- Julia Oliver
- Eduardo Montesinos

## Professeurs célèbres (sélection)
- Eduard López-Chavarri (es) (1871-1970)
- Enrique Belenguer Estela (es) (1913-1993)[7]
- Rosa Gil del Bosque (es) (1930-)
- Enrique García Asensio (es) (1937-)
- Manuel Galduf (es) (1940-)
- Claudia Montero (es) (1962-2021)
- Ferrer Ferran (1966-)
- Teodoro Aparicio Barberán (es) (1967-)

## Élèves célèbres (sélection)
- José Iturbi (1895-1980)[6]
- Juan Vert (1890-1931)
- Lucrezia Bori (1887-1960)
- Leopoldo Querol Roso (1899-1985)
- Manuel Palau Boix (1893-1967)
- Joaquín Rodrigo (1901-1999)
- Enrique Belenguer Estela (es) (1913-1993)
- Miquel Asins Arbó (1916-1996)
- Francisco Llácer Pla (1918-2002)
- Amando Blanquer (1935-2005)
- Manuel Galduf (es) (1940-)
- Isabel Rey (es) (1966-)
- Ferrer Ferran (1966-)
- José Vicente Fuentes Castilla (es) (1987-)